# Lažany (Štíhlice)
Lažany jsou zaniklá vesnice v současném okrese Praha-východ. Nacházela se v území dnešní obce Štíhlice, přibližně kilometr jižním směrem od sídla. Součástí obce byla středověká tvrz. Místo je dnes památkově chráněno.  

## Středověká obec
Vznik vsi není znám, ale podle archeologických nálezů je datován její zánik kolem roku 1300. Místo však bylo znovu osídleno a vyskytuje se s přízviskem Nový Dvůr. První zmínka o vsi pal pochází z roku 1358 a týká se sporu rytíře Bohunka Hájka z Chrástu s cisterciáky z Klášterní Skalice o hranice vsi Štíhlic a Nového Dvora Lažan. Pozdější zmínka z roku 1360 již  nemluví pouze o dvoru ale výslovně o vsi a to v rámci výčtu věcí spadajících pod chrástský statek. Ten daroval  Karel IV. v léno Litoldu Hájkovi z Chrástu po smrti jeho otce Litolda Hájka z Chrástu.
Etymologie jména vychází z označení lazy, též lady, což označuje pole, které leží o samotě, ladem. 
Samotnou obec tvořila tvrz, lom, rybník a dalších 5-7 stavení, utvářely ves řadového uspořádání, což vypovídá o jejím vzniku v 13. století, tedy v období vnitřní kolonizace území Čech. Stavení stála v oblouku při okraji mělké pánve ohraničené na jedné straně větším objektem, pravděpodobně hospodářským dvorem, a na druhé straně tvrzí. Šlo o takzvanou motte, tedy o uměle vytvořené opevněné zvrší. Samotná věž tvrze měla rozměry 3 x 8 metrů. Ta byla chráněna valy, příkopem a taktéž rybníkem. Posledním vlastníkem tvrze byl pravděpodobně Jindřich z Lažan. S jeho jménem se také pojí poslední použití predikátu "z lažan", a to v roce 1413.

## Současný stav
Sídlo i tvrz jsou kompletně zaniklé a na jejich místě roste listnatý les. Stále je patrné tvrziště o průměru 62 metrů. Uměle vytvořený komolý kužel je k rozeznání, stejně jako valy a příkopy kolem. V roce 1958 byla rozeznatelná i cesta směrem k Vyžlovce. V 60. letech byly patrné zbytky kamenné podezdívky věže. Původní rybník byl rozorán v roce 1969. Tvriště je vedeno jako nemovitá kulturní památka (č. 19533/2-906) a je předmětem právní ochrany (od 3. 5. 1958).
Zaniklá ves Lažany je dobrým příkladem spojení drobného šlechtického sídla (tvrz typu motte) a vesnického sídliště z období vrcholného středověku